# Glenn Cornick
Glenn Cornick (Barrow-in-Furness, 23 de abril de 1947 — Hilo (Havaí), 28 de agosto de 2014) foi um músico britânico. Foi o primeiro baixista e um dos fundadores do Jethro Tull. Ele saiu da banda depois de seu terceiro álbum, Benefit, em 1970. Seu estilo (meio virtuoso, meio performático), fica presente nas primeiras músicas da banda, como "Bouree" e "The Witch's Promisse".
Cornick foi "convidado" a deixar o Tull pelo empresário Terry Ellis, mas recebeu o apoio e encorajamento para formar sua própria banda, Wild Turkey, que obteve certo êxito com alguns álbuns e turnês - em 1972, abriram os shows para a turnê mundial do Black Sabbath. 
Ele se mudou depois para Berlim, onde gravou o álbum "Rock'n Roll Testament" com a banda Karthago. Mais tarde, nos EUA, formou o grupo Paris com Bob Welch, ex-Fleetwood Mac. A parceria durou até 1977, quando Cornick abandonou a música e se tornou gerente de vendas de uma empresa de alimentos.
Depois de dez anos ele voltou a tocar, participando de vários projetos - inclusive uma reunião da Wild Turkey, lançando mais três álbuns. 
Cornick morreu em Hilo, no Havai, a 28 de agosto de 2014, por causa de  insuficiência cardíaca congestiva. 